# Denisa Rosolová
 Denisa Rosolová, geb. Denisa Ščerbová (Karviná, 21 augustus 1986) is een Tsjechische voormalige atlete. Zij was gespecialiseerd in het verspringen, de 400 m met en zonder hordes en de zevenkamp. Viermaal nam ze deel aan de Olympische Spelen, maar bleef medailleloos.

## Biografie
Op de Olympische Spelen van 2004 in Athene nam Rosolová deel aan het verspringen, nadat zij kort ervoor in Grosseto wereldkampioene bij de junioren was geworden op dit onderdeel. In Athene geraakte ze echter niet door de kwalificatieronde. Vier jaar later, op de Olympische Spelen van 2008, was Rosolová opnieuw van de partij. Wederom geraakte ze niet door kwalificaties van het verspringen. Ze nam ook deel aan de zevenkamp, maar moest na twee onderdelen afhaken.
Op de Europese indoorkampioenschappen in 2007 behaalde Rosolová een bronzen medaille bij het verspringen. Vier jaar later, op de EK indoor van 2011, behaalde Rosolová de Europese titel op de 400 m.
Op de Olympische Spelen van 2012 in Londen nam Rosopová deel aan de 400 m horden. Op dit onderdeel drong ze via 55,42 (series) en 54,87 (halve finale) door tot de finale. Daarin eindigde ze met een tijd van 55,27 op een zevende plaats. De wedstrijd werd gewonnen door de Russische Natalja Antjoech in 52,70. Ook op de 4 × 400 m estafette eindigde ze in de finale met haar teamgenotes Zuzana Bergrová, Jitka Bartoničková en Zuzana Hejnová op een zevende plaats.
Rosolová nam in 2013 deel aan de wereldkampioenschappen van Moskou. Op de 400 m horden bereikte ze de halve finales, maar werd daarin uitgeschakeld met een tijd van 55,14 s. Ze was ook deel van deTsjechische 4 × 400 m estafetteploeg, maar ook door kon Rosolová niet tot de finales doordringen. De ploeg werd vierde in hun serie met een tijd van 3.30,48.
Denisa Rosolová was getrouwd met de Tsjechische tennisser Lukáš Rosol, maar het tweetal ging in 2011 uit elkaar. Op 7 november 2017 kondigde Rosolová het einde van haar atletiekloopbaan aan, omdat zij in verwachting was; zij was inmiddels een nieuwe relatie aangegaan met de atleet Adam Helcelet. In mei 2018 werd hun dochter geboren, waarna het tweetal op 15 juni 2019 trouwde. Twee jaar later werd hun tweede dochter geboren.

## Titels
- Europees indoorkampioene 400 m - 2011
- Tsjechisch kampioene verspringen 2004, 2005, 2006, 2009
- Wereldkampioene junioren verspringen - 2004

## Persoonlijke records
Outdoor
| Onderdeel          | Prestatie | Datum            | Plaats    |
| ------------------ | --------- | ---------------- | --------- |
| 100 m              | 11,61     | 22 mei 2010      | Ostrava   |
| 200 m              | 23,03     | 20 juni 2010     | Boedapest |
| 300 m              | 36,58     | 25 juli 2014     | Praag     |
| 400 m              | 50,84     | 31 mei 2011      | Ostrava   |
| 800 m              | 2.11,70   | 1 juni 2008      | Götzis    |
| 100 m horden       | 13,32     | 12 juni 2008     | Ostrava   |
| 400 m horden       | 54,24     | 29 juni 2012     | Helsinki  |
| hoogspringen       | 1,77 m    | 7 augustus 2006  | Göteborg  |
| verspringen        | 6,68 m    | 25 juni 2004     | Pilsen    |
| hink-stap-springen | 13,10 m   | 3 september 2005 | Ostrava   |
| kogelstoten        | 12,48 m   | 18 juni 2008     | Kladno    |
| speerwerpen        | 35,12 m   | 27 mei 2007      | Götzis    |
| zevenkamp          | 6104 ptn  | 19 juni 2008     | Kladno    |

Indoor
| Onderdeel    | Prestatie         | Datum            | Plaats     |
| ------------ | ----------------- | ---------------- | ---------- |
| 60 m         | 7,56              | 12 februari 2005 | Praag      |
| 200 m        | 23,43             | 16 februari 2014 | Praag      |
| 300 m        | 36,94 (nat. rec.) | 5 maart 2010     | Liévin     |
| 400 m        | 51,73             | 5 maart 2011     | Parijs     |
| 800 m        | 2.18,18           | 6 maart 2009     | Turijn     |
| 60 m horden  | 8,20              | 3 februari 2008  | Sheffield  |
| hoogspringen | 1,80 m            | 21 januari 2006  | Hustopeče  |
| verspringen  | 6,64 m            | 6 februari 2005  | Bratislava |
| kogelstoten  | 11,74 m           | 6 maart 2009     | Turijn     |
| vijfkamp     | 4632 ptn          | 3 februari 2008  | Sheffield  |

## Palmares

### verspringen
- 2001: 10e WK U18 - 5,67 m
- 2003:  WK U18- 6,40 m
- 2003: 4e EJK - 6,28 m
- 2004: 5e in kwal. WK indoor - 6,50 m
- 2004:  WK U20 - 6,61 m
- 2004: 15e in kwal. OS - 6,39 m
- 2005: 8e in kwal. EK indoor - 6,28 m
- 2005: 4e Europacup A - 6,56 m
- 2007:  EK indoor – 6,64 m
- 2007: 6e in kwal. WK - 6,58 m
- 2008: 9e in kwal. WK indoor - 6,37 m
- 2008: 10e in kwal. OS - 6,46 m

### 400 m
Kampioenschappen
- 2010: 5e in ½ fin. WK indoor - 52,92 s
- 2010: 5e EK – 50,90 s
- 2011:  EK indoor – 51,73 s
- 2012: 6e in ½ fin. WK - 52,53 s
- 2012: 6e WK indoor - 52,48 s

Diamond League-podiumplekken
- 2011:  Bislett Games – 51,04 s

### 60 m horden
- 2008: 5e in serie WK indoor - 8,42 s

### 400 m horden
Kampioenschappen
- 2012:  EK - 54,24 s
- 2012: 6e OS - 55,27 s (na DQ van Natalja Antjoech)
- 2013: 4e in ½ fin. WK - 55,14 s
- 2016: 8e in ½ fin. OS - 57,39 s (in serie: 56,36)

Diamond League-podiumplekken
- 2013:  Weltklasse Zürich – 54,99 s

### vijfkamp
- 2009: 10e EK indoor - 4379 p

### zevenkamp
- 2006: 12e European Cup Combined Events 1° League - 5582 p
- 2008: DNF OS

### 4 × 400 m
- 2011: 5e WK - 3.26,57 (na DQ teams van Rusland en Oekraïne)
- 2012:  EK - 3.26,02
- 2012: 7e OS - 3.27,77
- 2013: 4e in serie WK - 3.30,48